# Nezumia holocentra
Nezumia holocentra és una espècie de peix de la família dels macrúrids i de l'ordre dels gadiformes.

## Hàbitat
És un peix d'aigües profundes que viu entre 563-686 m de fondària.

## Distribució geogràfica
És un endemisme de les Illes Hawaii.